# Carl Menckhoff

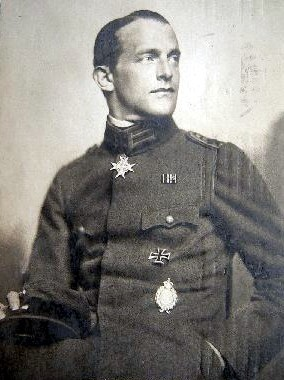
Carl Menckhoff auf einer Fotografie von Nicola Perscheid

Carl Menckhoff (* 14. April 1883 in Herford; † 11. Januar 1948 in Basel) war ein deutscher Jagdflieger im Ersten Weltkrieg und Ritter des Ordens Pour le Mérite.

## Leben
Menckhoff wurde als Sohn eines Fabrikbesitzers geboren und erlernte nach dem Gymnasium den Kaufmannsberuf. 1903 wurde er zum Militär eingezogen, aber bereits nach kurzer Zeit wegen einer Blinddarmerkrankung entlassen. Bei Kriegsausbruch 1914 meldete sich der inzwischen 31-jährige Menckhoff erneut zum Militär und zog mit dem Leipziger Infanterie-Regiment „König Georg“ (7. Königlich Sächsisches) Nr. 106 ins Feld. Er wurde noch 1914 mit dem Eisernen Kreuz beider Klassen ausgezeichnet, bevor er im Dezember verwundet in die Heimat zurückkehrte.
Um die Zeit seiner Untätigkeit abzukürzen, meldete sich der Genesende im Februar 1915 zur Fliegertruppe. Er diente nach seiner Ausbildung zunächst als Beobachter an der Ostfront, bevor er im Herbst 1916 zur Kampffliegerschule Warschau kommandiert wurde. Anfang 1917 kam Menckhoff zur Jagdstaffel 3 nach Flandern und erzielte am 5. April 1917 auf einer Albatros D.III seinen ersten Abschuss. Als er am 23. September 1917 versuchte, Werner Voß bei dessen tödlichem letzten Luftkampf zu Hilfe zu eilen, war er mit zwölf Luftsiegen zwar bereits ein erfahrener Jagdflieger, wurde jedoch ebenso wie Voß von Arthur Rhys-Davids von der 56. Sqn RFC abgeschossen. Menckhoff überlebte den Absturz, wurde fünf Tage später jedoch erneut von den Fliegern der 56. Sqn abgeschossen. Am 28. Dezember 1917 besiegte er den mit zehn Abschüssen ebenfalls erfolgreichen kanadischen Jagdflieger Cpt. Alfred Edwin McKay. Insgesamt brachte er es in seiner Zeit bei der Jasta 3 auf 20 Luftsiege.

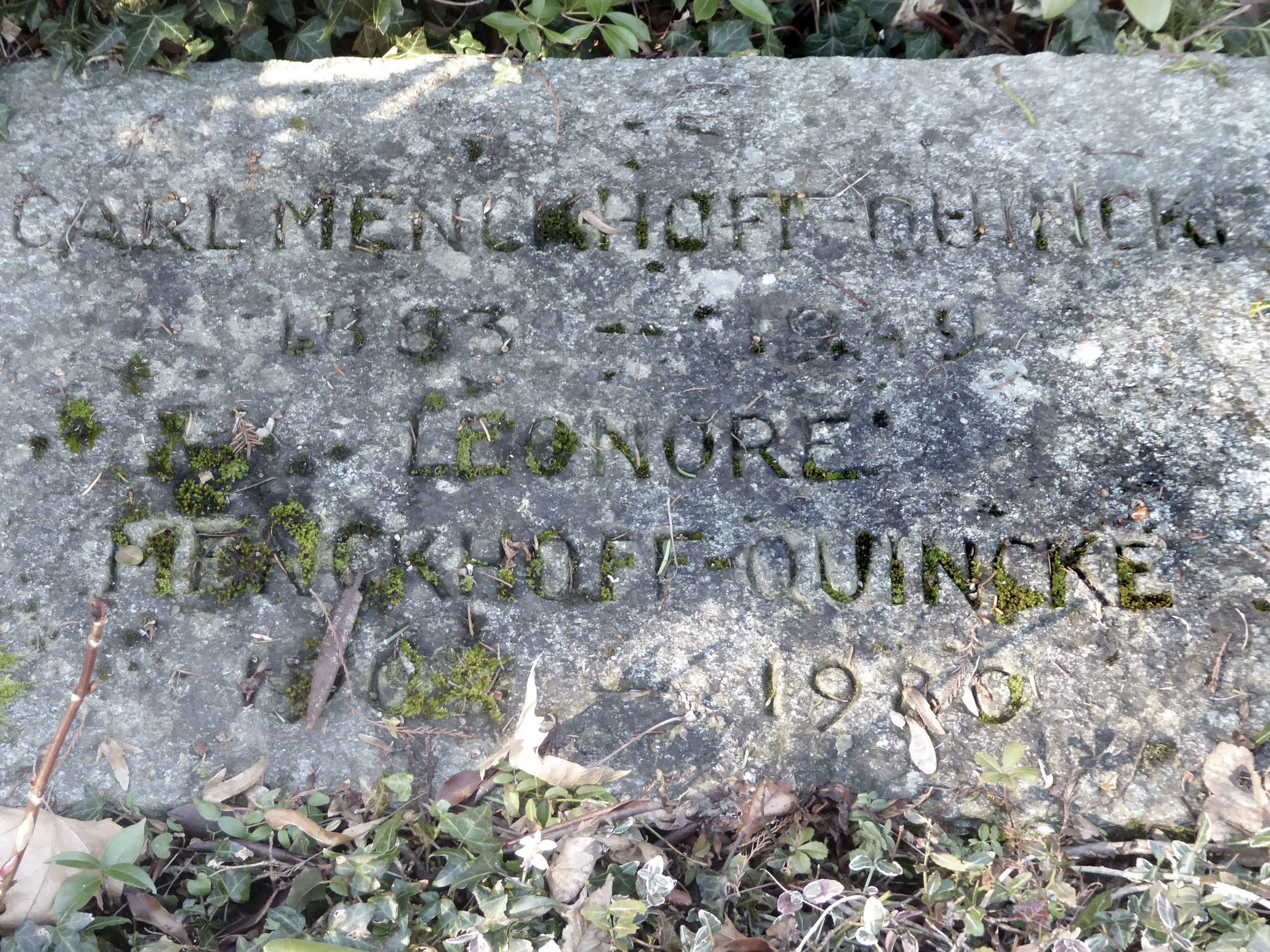
Grab auf dem Wolfgottesacker in Basel

Am 11. Februar 1918 übernahm der inzwischen zum Leutnant der Reserve beförderte Menckhoff als Staffelführer die neugebildete sächsische Jasta 72, bei der er weitere 19 Luftsiege erzielen sollte. Am 23. April 1918 wurde er nach seinem 25. Luftsieg mit dem Orden Pour le Mérite ausgezeichnet. Am 25. Juli 1918 wurde er bei Château-Thierry durch Lt. Walter Avery, einen amerikanischen Flieger der 95th Pursuit Squadron, mit seiner Fokker D.VII zur Landung gezwungen und geriet in Kriegsgefangenschaft. Im August 1919 gelang ihm die Flucht aus dem Gefangenenlager Montoire. Er schlug sich in die Schweiz durch, wo er sich niederließ und ein erfolgreicher Geschäftsmann wurde.
Das seiner Familie gehörende Haus in der Herforder Parkstraße 6, in dem er einen Teil seiner Jugend verbrachte, war nach 1945 zunächst als britischer Generalssitz beschlagnahmt (Herford war Garnisonsstadt und Hauptquartier der Britischen Besatzungsmacht). Heute befindet sich in dem Gebäude die Hochschule für Kirchenmusik der Evangelischen Kirche von Westfalen.
Menckhoff fand seine letzte Ruhestätte auf dem Wolfgottesacker in Basel.